# ベオグラード国際博覧会
ベオグラード国際博覧会（ベオグラードこくさいはくらんかい）は、2027年にセルビア共和国の首都ベオグラードで行われる国際博覧会（万国博覧会）の名称である。旧ユーゴスラビアで初の開催。
2025年2月17日、ロシア外相のラブロフは記者会見で、2027年のベオグラード国際博覧会にロシアが参加すると表明した。また、2025年8月8日に日本もこの万博に参加することを閣議決定した。